# Jordens atmosfære
| Jorden set fra Apollo 17 |                         |
| Atmosfærens luftarter    |                         |
| Nitrogen                 | 78,0842%                |
| Oxygen                   | 20,9463%                |
| Argon                    | 0,93422%                |
| Kuldioxid (CO2)          | 0,03811%                |
| Vanddamp                 | 0–4% (gennemsnitlig 1%) |
| Andre luftarter          | 0,002%                  |

Jordens atmosfære består af forskellige luftarter, inklusiv vand i gasfase som vanddamp og vand i dråber eller som iskrystaller. Herudover indeholder atmosfæren også små mængder bioaerosoler (fx pollen og bakterie-, svampe- og algesporer), og efter vulkanudbrud kan atmosfæren indeholde vulkansk aske - i mængder der kan standse lufttrafik.

## Atmosfærens virkning
Atmosfæren beskytter livet på jorden ved at absorbere solens ultraviolette stråler (al UVC og næsten al UVB), forstøve meteorer, forstøve kometer, absorbere solvind og kosmisk stråling.
Herudover reducerer atmosfæren temperaturforskellene mellem nat og dag samt udligner globalt set temperaturforskellene mellem områder med relativt indstrålingsoverskud, subtroperne og troperne, og områder med relativt indstrålingsunderskud, de polare egne arktis og antarktis. Det sker mest ved at atmosfæren transporterer store mængder vand, der er fordampet fra oceanerne i de tropiske og subtropiske zoner og som præcipiterer som regn eller sne andre steder på kloden. Dette kaldes den atmosfæriske cirkulation. Der transporteres så meget vand i atmosfæren at man i 2015 begyndte at tale om "atmosfæriske floder".

## Atmosfærens opbygning
Temperaturen i jordens atmosfære varierer med højden over havoverfladen. Her er beskrivelser af atmosfærens lag
:
- Magnetosfære – ca. 5000 til mere end 60.000 km, regionen hvor Jordens magnetfelt vekselvirker med den såkaldte solvind. Magnetosfæren strækker sig titusindvis af kilometer ud i rummet og med en lang hale væk fra solen. Geostationære satellitter befinder sig i ca. 36.000 km højde over ækvator.
  - Ydre Van Allen strålingsbælte – ca. 10.000 – 65.000 km, regioner hvor solens partikler bliver koncentreret.

- Exosfære – ca. 700 – 5000 km, hvor atmosfæren tynder ud til rummet.
  - Indre Van Allen strålingsbælte – ca. 650 – 6.300 km, regioner hvor solens partikler bliver koncentreret.
- Termosfære – 80/85 – 640+ km, temperaturen stiger med højden.
  - Ionosfære – regionen indeholder ioner og kan faktisk betegnes som atmosfærens plasmaskjold. Nordlys og sydlys viser sig fra ca. 80 km højde og opefter, i ringformede områder ca. 17° fra de magnetiske poler, hvor de nedbremsede partikler fra Van Allen strålingsbælterne "afleveres". Ionosfæren kan underopdeles i[8][9]:
    - F2-lag (>150 km)
    - F1-lag (>180km)
    - E-lag (95-150 km)
    - D-lag (75-90 km)
- Mesopause – Regiongrænse.
- Mesosfære – 50 – 80/85 km, temperaturen falder med højden.
- Stratopause – Regiongrænse.
- Stratosfære – 7/17 – 50 km, temperaturen stiger typisk med højden på grund af opfangen ultraviolet stråling (al UVC og næsten al UVB) via stratosfærisk ozon.
  - Ozonlaget – eller ozonosfæren, omkring 10 – 50 km, hvor ozon findes.
- Tropopause – Regiongrænse.
- Troposfære (en del af biosfæren) – Ved polerne: 0 – 7 km, ved ækvator 0 – 17 km, temperaturen falder typisk med højden (barometrisk højdeformel). Mere end 80 % af atmosfærens masse er i troposfæren. Det er i troposfæren, at der er turbulens. Det skyldes jordoverfladeujævnheder som f.eks. planter og selve overfladen. Herudover sker der opblanding på grund af lufttransport (vinde og jetstrømme), som forårsages af temperaturforskelle. Langt det meste nedbør er i denne region. Her befinder de fleste skyer sig.

## Atmosfærens sammensætning og kemi
Nær jordoverfladen er atmosfærens sammensætning i runde tal således (efter rumfang eller stofmængde):
- 78,08 % kvælstof (nitrogen)
- 20,95 % ilt (oxygen), denne andel har svinget gennem jordens historie.[10]
- 0,93 % argon

Der er dog også mange andre stoffer, men i meget små mængder, bl.a. methan, ozon, CFC-gasser, svovldioxid og nitrogenilter. Herudover er 0-4 % vanddamp. Gasser med tre eller flere atomer per molekyle virker som drivhusgasser og er årsag til, at Jordens gennemsnitstemperatur er 15 °C, og at livet dermed er muligt på Jorden. Uden drivhuseffekt ville Jordens gennemsnitstemperatur ligge betydeligt lavere på omkring -18 °C.
Atmosfærens og især troposfærens kemi kendes ikke til bunds.
Lyn, mennesker, planter, dyr og mikroorganismer bidrager til komplekse koblede dynamiske kemiske reaktioner i atmosfæren. Mange kemiske reaktioner er ligevægte. Både lyn og mindre udladninger i atmosfæren dannes stoffer, fx OH og HO2, som renser luften. 
I 2025 blev det offentliggjort af forskere fra Monash University, at visse mikrober i jorden fjerner store mængder giftig CO fra atmosfæren, som jordens befolkning tilfører via deres aktiviteter.

## Galleri
- Illustration af atmosfærens sammensætning.
- Atmosfærens indhold af kuldioxid (CO2). De månedlige målinger af CO2 viser små sæsonvariationer med en årligt stigende tendens. Hvert års maximum nås i den nordlige halvkugles sene forår, og faldet sker under vækstsæsonen på den nordlige halvkugle, når planterne optager mest CO2 fra atmosfæren.
- Jordens atmosfære indvirker meget på jordens energiligevægt. Langt det meste energi kommer fra Solen og bliver enten oplagret i organisk stof (lille del), noget reflekteres, og meget genudstråles som infrarød varme. Ligevægten mellem indstrålet og udstrålet energi gør, at jordens middeloverfladetemperatur er ca. 17°C. Uden atmosfæren ville jorden være gold ligesom månen.
- Den termiske ligevægt udtrykt som Watt pr kvadratmeter beregnet som gennemsnit for perioden 2000-2004
- Solens energi, vist som funktion af bølgelængden. Virkningen af atmosfærens filtrering kan ses, da der både er vist bølgelængdefordelingen uden for Jordens atmosfære (rød) og i klart vejr ved havoverfladen (orange/sennepsfarvet). Forskellen skyldes hovedsageligt CO2 og vanddamp. Mennesket kan se bølgelængder mellem ca. 400 nm(indigo)-780 nm(rød).
- Jordens atmosfæres UV, lys og infrarøde absorption og transmission.
- Jordens atmosfæres UV, lys og infrarøde absorption og transmission.
- De yderste lag af Jordens Atmosfære beskytter mod Kosmisk stråling.[22]. Billedet er en illustration, kosmiske stråler er ikke synlige.